# Postura corporal neutra

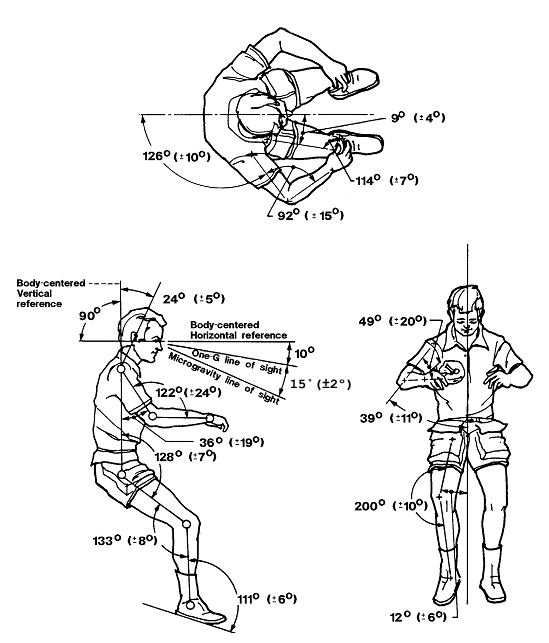
Una posición corporal neutra promedio como se define en MSIS

La postura corporal neutra (neutral body posture o NBP) es la postura que el cuerpo humano asume naturalmente en microgravedad. Por esta razón también es conocida como posición de gravedad cero. Adoptar cualquier otra postura mientras se flota requiere un esfuerzo muscular.

## Definición
En la década de 1980, la NASA desarrolló los Estándares de Integración Hombre-Sistema (MSIS), un conjunto de pautas basadas en antropometría y biomecánica, que incluían una definición de una NBP típica promedio creado a partir de mediciones de miembros de la tripulación en el entorno de microgravedad a bordo del Skylab. Las fotografías tomadas en el Skylab de los miembros de la tripulación mostraron que en microgravedad, el cuerpo asumía una postura distinguible con los brazos levantados, el hombro en abducción, las rodillas flexionadas con una notable flexión de la cadera y el pie en flexión plantar.

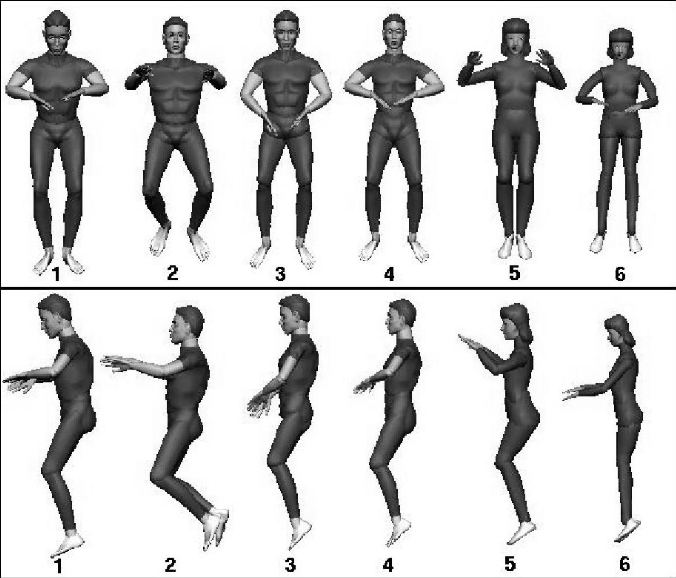
Posturas corporales neutrales para seis miembros de la tripulación de la misión del transbordador espacial STS-57

Un trabajo posterior de la NASA basado en la investigación a bordo de la misión del transbordador espacial STS-57 encontró mayores variaciones individuales entre las posiciones neutrales del cuerpo de los miembros de la tripulación que las sugeridas originalmente por el estudio anterior de Skylab. En general, la tripulación en su conjunto exhibió tres posturas principales. Estos constituían (1) una postura casi de pie, (2) una postura ligeramente inclinada hacia adelante con una flexión extrema en las rodillas y (3) una postura alargada con un cuello recto. Las diferencias de postura mostradas en este estudio podrían ser el resultado del porte atlético de los participantes o el tipo de ejercicio, o ambos, y la cantidad de ejercicio que se realiza regularmente. Otras diferencias también pueden deberse a lesiones físicas pasadas, como roturas de huesos y lesiones de rodilla u hombro, y de diferencias de género como el centro de gravedad. Ningún miembro de la tripulación exhibió la típica NBP indicada en el estándar MSIS.

## Postura
La postura corporal neutra ocurre durante un estado de ingravidez y minimiza la necesidad del cuerpo de apoyarse contra la fuerza de la gravedad. Esto descarga el estrés musculoesquelético y reduce la presión sobre el diafragma y la columna. La postura corporal neutra apoya la curvatura natural de la columna. Una columna neutra que no experimenta estrés mecánico se curvará hacia adentro en el cuello (región cervical), hacia afuera en la parte superior de la espalda (región torácica) y hacia adentro en la zona lumbar (región lumbar).

## Aplicaciones
Las normas de la NASA sobre la posición neutral del cuerpo han servido de base para el diseño de mobiliario y asientos de los fabricantes de vehículos comerciales. En 2005, los ingenieros y científicos de la Nissan Motor Company utilizaron la investigación de NBP en el desarrollo de los asientos del conductor en sus nuevos vehículos.